# Pfeffersport
Pfeffersport e.V. ist ein inklusiver Freizeit- und Breitensportverein aus Berlin, der sich für die Teilhabe aller Menschen am Sport engagiert, in dem in einigen Sparten aber auch Leistungssport getrieben wird. Von den über 5000 Mitgliedern sind etwa 70 Prozent Kinder und Jugendliche. Der Verein verfügt über 300 Übungsleiter. Es werden mehr als 50 verschiedene Sport- und Bewegungsarten an ebenso vielen Standorten angeboten, darunter im Prenzlauer Berg, in Pankow, Berlin-Mitte und Kreuzberg. Das 1. Handball-Frauen-Team des Vereins spielte in der Saison 2023/24 in der 3. Liga.

## Vereinsgeschichte
Weil nach der Wiedervereinigung Nutzungszeiten für Sporthallen nur noch an Vereine vergeben wurden, gründete 1990 ein Freizeitteam den Prenzlauer Berger Volleyballclub e.V. (PVC), der 1991 in das Vereinsregister eingetragen wurde. 1996 wurde der PVC in Sportverein Pfefferwerk e.V. umbenannt. 1999 schloss sich Bewegung Integrale dem Sportverein Pfefferwerk an. Dieses Projekt für Kinder, Jugendliche und Erwachsene mit und ohne Beeinträchtigung war 1996 vom Landessportbund Berlin, dem Behindertensportverband Berlin sowie dem Bereich Hochschulsport der Freien Universität Berlin initiiert worden. 2005 startete die erste Schul-AG des Vereins in der Bornholmer Grundschule. 2016 erfolgte die zweite Umbenennung des Vereins, nun in Pfeffersport e.V.
Die Mitgliederzahl des Vereins stieg von 213 im Jahr 1998 über 530 (2023), 1119 (2004), 2074 (2006), 3169 (2011) auf 4500 im Jahr 2020. 2024 gibt der Verein eine Mitgliederzahl von über 5000 an.

## Auszeichnungen
Für das Engagement für Kinder- und Jugendsport sowie Inklusion wurde der Verein mehrfach ausgezeichnet. Die höchste Auszeichnung erhielt Pfeffersport 2019. Von der damaligen Bundeskanzlerin Angela Merkel persönlich wurde der Verein mit Deutschlands wichtigster Auszeichnung im Breitensportbereich Großer Stern des Sports in Gold für sein Projekt Mission Inklusion gewürdigt.